# Metopobactrus
Metopobactrus es un género de arañas araneomorfas de la familia Linyphiidae. Se encuentra en la zona holártica.

## Lista de especies
Según The World Spider Catalog 12.0::
- Metopobactrus ascitus (Kulczynski, 1894)
- Metopobactrus cavernicola Wunderlich, 1992
- Metopobactrus deserticola Loksa, 1981
- Metopobactrus falcifrons Simon, 1884
- Metopobactrus nadigi Thaler, 1976
- Metopobactrus nodicornis Schenkel, 1927
- Metopobactrus orbelicus Deltshev, 1985
- Metopobactrus pacificus Emerton, 1923
- Metopobactrus prominulus (O. Pickard-Cambridge, 1872)
- Metopobactrus verticalis (Simon, 1881)